# Eumelea umbrata
Eumelea umbrata là một loài bướm đêm trong họ Geometridae.